# Lush (プログラム言語)
LushはLISPにオブジェクト指向の機能を加えた言語処理系であり、機械学習ソフトウェアのためのスクリプト言語として開発された。機械学習には数値計算によるもの、GUIを備えるものなど多数合ったが、Lushはより汎用であり、オペレーティングシステムなどのシステム寄りの記述もでき、ネットワーク・プログラミングや計算機管理といったアプリケーションにも対応している。Lushで書かれたプログラムはC言語に変換され、多次元配列処理エンジンが組み込まれる。Lushの開発はオープンソースプロジェクトとして続けられており、GPLにしたがった利用、配布が認められている。Lushには、多くのライブラリ (ALSA、BLAS、FFTW、GNU Scientific Library（GSL）、HTK、LAPACK、MPI、OpenGL、OpenCV、SDL、Video4Linuxなど) を利用するためのインターフェイス (C言語およびLush自身で書かれている) が用意されている。Lushプロジェクトの創始者 レオン・ボトゥー、ヤン・ルカン は、実行環境としてPOSIX準拠のシステム（BSD、UNIX系のオペレーティングシステム)、Linux、Solaris、IRIXを想定し、Sourceforgeで開発を続けている。言語の名前「Lush」は「LISP統合シェル」を意味する英語の「LISP universal shell」に由来する。 

## 機能

### ヘルプ
Lush はコマンドライン・インターフェイスでの対話的な動作により、簡便な入出力ができる。
ヘルプを表示するには、コマンドライン・インターフェイスで以下のようにする。
```
?
 
(
helptool
)

```

ディスプレイ上にマニュアルやチュートリアルを表示するウィンドウが開かれる。
コマンドライン・インターフェイス内で関数の解説を見るには、以下のようにする。
```
?^Adraw-line

```

こうすると、drawline 関数のヘルプが表示される。

### 配列操作
N-次元の多次元配列と、LISP 風の書き方の両方を同時に使うことができる。

#### 値の設定と参照
```
?
 
(
defvar
 
m
 
(
matrix
 
2
 
3
))
 
;; 多次元配列の定義

=
 
()

?
 
m
  
;; 配列の表示

=
 
[[
  
0.00
  
0.00
  
0.00
 
]

   
[
  
0.00
  
0.00
  
0.00
 
]]

?
 
(
m
 
1
 
2
 
5
)
  
;; (1,2) の要素の値を 5 に設定

=
 
[[
  
0.00
  
0.00
  
0.00
 
]

   
[
  
0.00
  
0.00
  
5.00
 
]]

?
 
(
m
 
1
 
2
)
 
;; 要素 (1,2) の値を表示

=
 
5

```

#### スライス
```
?
 
(
select
 
m
 
1
 
2
)
  
;; 1次元目の方向での二つ目のスライスを選択

=
 
[
  
0.00
  
5.00
 
]

?
 
(
narrow
 
m
 
1
 
2
 
1
)
 
;; 1次元目方向のサイズを 2 に縮小し、オフセットを1 にする

=
 
[[
  
0.00
  
0.00
 
]

   
[
  
0.00
  
5.00
 
]]

```

#### リスト
配列は、その配列と同じ構造を持ったリストに変換でき、またリストから配列を生成することもできる。
```
?
 
(
m
 
()
 
()
 
(
range
 
6
))

=
 
[[
  
1.00
  
2.00
  
3.00
 
]

   
[
  
4.00
  
5.00
  
6.00
 
]]

?
 
(
m
 
()
 
())

=
 
((
1
 
2
 
3
)
 
(
4
 
5
 
6
))

```